# Viscosia glaberoides
Viscosia glaberoides is een rondwormensoort uit de familie van de Oncholaimidae.